# 莫列潘帕區
莫列潘帕區（西班牙語：Distrito de Mollepampa），是秘魯的一個區，位於該國中南部萬卡韋利卡大區的卡斯特羅維雷納省，始建於1965年6月20日，面積165.65平方公里，海拔高度2,465米，2005年人口1,592，人口密度每平方公里9.6人。